# Lago Maggiore (Lass uns träumen am Lago Maggiore)
Lago Maggiore (Lass uns träumen am Lago Maggiore) ist ein Schlager aus der Feder von Benny de Weille und Heinz Woezel, der 1950 von Rudi Schuricke veröffentlicht wurde.

## Liedtext
Im Text geht es um den Lago Maggiore und der Sänger singt davon, wie es wäre, dort zu träumen und dass das Glück die Wünsche erfüllen würde. Er singt von der „Insel der Liebe“ und vom „Märchen vom Glück“. Schlussendlich „bliebe ein wenig Erinnerung zurück“.

## Veröffentlichung
Rudi Schuricke als Originalinterpret veröffentlichte das Lied 1950 als Single  (Polydor, 48377). Auf der B-Seite befand sich das Lied Adieu, Adieu, das von Ernst Verch und Hugo de la Rosa geschrieben wurde.

## Coverversionen (Auswahl)
- Cornel-Quintett & Heinrich Riethmüller und seine Instrumentalisten (Lass uns träumen am Lago Maggiore, 1950er-Jahre)
- Malando und sein Tango-Orchester (Lass uns träumen am Lago Maggiore, Instrumental, 1950)
- Bob Scholte met Koor en Orkest o.l.v. Émile Deltour (Laat ons dromen aan ’t Lago Maggiore, Niederländisch, 1951)
- Hugo Meyer-Welfing & Wiener Konzertorchester, Leitung: Adolf Pauscher (Lass uns träumen am Lago Maggiore, 1951)
- Kurt Reimann (Lass uns träumen am Lago Maggiore, 1951)
- Lothar Brüning (Lass uns träumen am Lago Maggiore, 1951)
- Hans-Arno Simon und sein Casino-Sextett (Zitat, Schlager-Parade Nr. 5, 1951)
- Esko Vettenranta (Lago Maggiore, Finnisch, 1952)
- Gustav Winckler (Lago Maggiore, Dänisch, 1952)
- Kipparikvartetti (Lago Maggiore, Finnisch, 1953)
- Olavi Virta (Lago Maggiore, Finnisch, 1953)
- Alfred Hause und sein Orchester (Zitat, Tango-Favoriten I (1. Teil), Instrumental, 1953)
- Alfred Hause und sein Orchester (Lago Maggiore, Instrumental, 1960)
- Eino Grön (Lago Maggiore, Finnisch, 1971)
- Mia Westers (Lass uns träumen am Lago Maggiore, 1974)
- Babaloo (Zitat, Hast’de noch ’nen 50er / Marina / Hab’n sie nicht ’ne Braut für mich / Café Oriental / Spiel noch einmal für mich Habanero / Egon / Das machen nur die Beine von Dolores / Arrivederci Roma / Lago Maggiore / Tschau, tschau Bambina, 1983)
- Carin Winther (Lago Maggiore, 1983)
- Frank & Mirella (Lago Maggiore, Niederländisch, 1983)
- Dalsbruks Dragspelsklubb (Lago Maggiore, Instrumental, 1992)
- Sebastian Ahlgren (Lago Maggiore, Finnisch, 1993)
- Erkki Friman (Lago Maggiore, Finnisch, 1995)
- Jari Sillanpää (Lago Maggiore, Finnisch, 1995)
- Tomi Markkola (Lago Maggiore, Finnisch, 1997)
- Tomi Markkola (Lago Maggiore, Finnisch, 1997)
- Komeetta (Lago Maggiore, Finnisch, 1998)